# Nomaindia Mfeketo

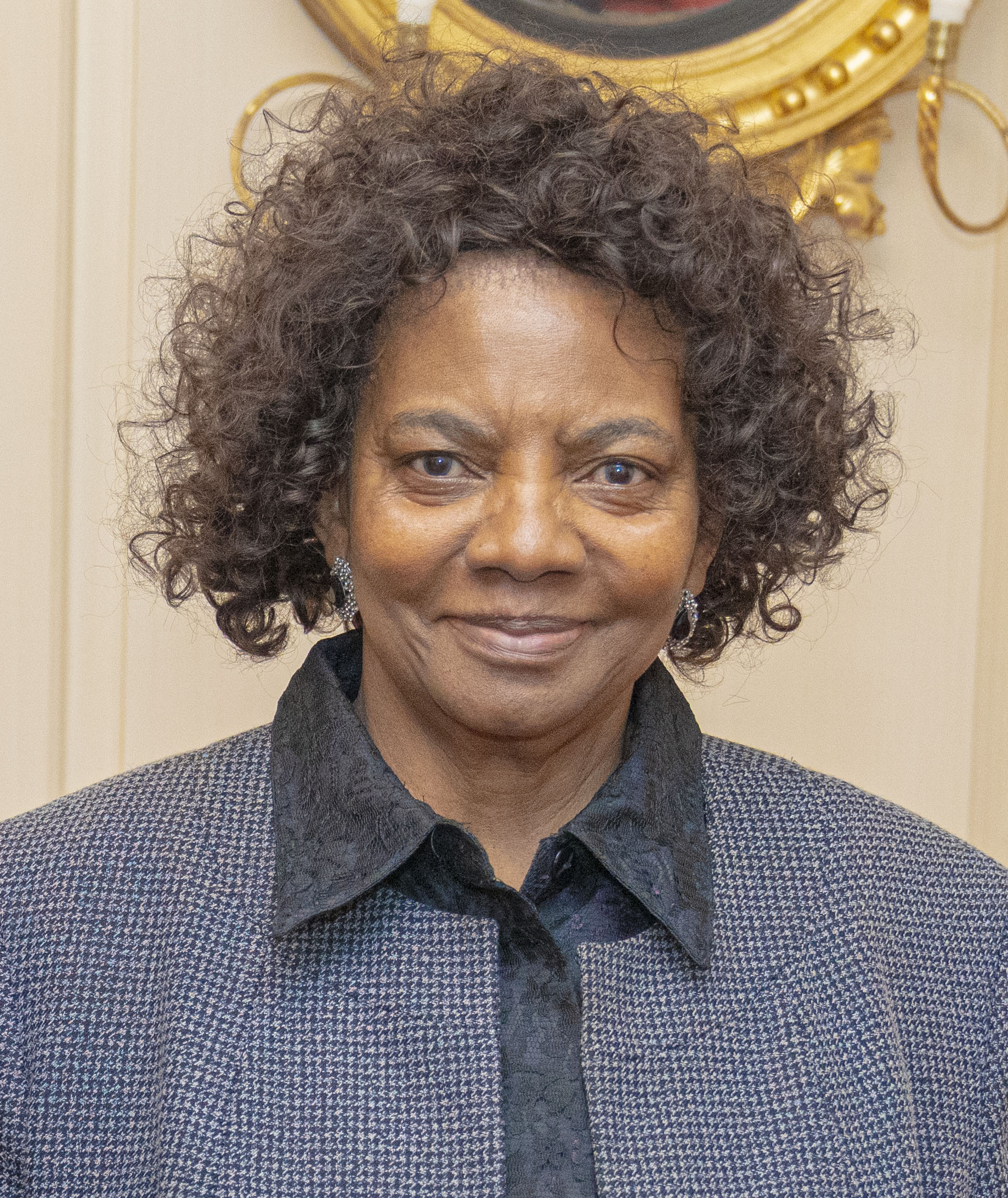
Nomaindia Mfeketo (2022)

Nomaindia Mfeketo (ur. 2 czerwca 1952 r.) – południowoafrykańska samorządowiec, w 2000 oraz w latach 2002–2006 burmistrz Kapsztadu. 
W 2000 jako pierwsza czarnoskóra kobieta została wybrana burmistrzem Kapsztadu. Urząd sprawowała przez kilka miesięcy. Po wygranych przez ANC wyborach samorządowych w 2002 ponownie objęła funkcję burmistrza, którą przez czteroletnią kadencję pełniła do 2006. 
Od 2007 zasiada w Komitecie Wykonawczym ANC.